# Estación de San Cugat Centro (FGC)
San Cugat Centro (en catalán y oficialmente Sant Cugat Centre) es una estación de ferrocarril suburbano en nudo ferroviario de la red de Ferrocarriles de la Generalidad de Cataluña (FGC) perteneciente a las líneas S1 y S2 del Metro del Vallés. Aquí la línea se bifurca en sus dos tramos que se dirigen a Tarrasa (S1) y Sabadell (S2). La estación está situada al sudoeste del núcleo urbano de San Cugat del Vallés en la comarca del Vallés Occidental, próxima al centro de la ciudad. El edificio de pasajeros tiene un nivel B de protección como inmueble dentro del catálogo de patrimonio de San Cugat. También se la conoce como San Cugat Estación, y no ha de confundirse con la estación de San Cugat-Coll Favà, de Cercanías de  Renfe y propiedad de Adif, con la que no tiene correspondencia. La estación tuvo en 2018 un tráfico de 3 874 598 de pasajeros, lo que la convierte en la estación con más usuarios de las Líneas del Vallés, con la excepción de Barcelona-Plaza de Cataluña. En marzo de 2022 el actual nombre sustituyó al anterior Sant Cugat.

## Situación ferroviaria
La estación de San Cugat Centro se encuentra en el punto kilométrico 7,5 de la línea de ancho internacional Las Planas-Tarrasa, a 134 metros de altitud. El tramo es de vía doble y está electrificado. Aunque el tramo de andenes se sitúa en una corta recta, cabe destacar que los trenes han de negociar una fuerte curva a la izquierda, según se accede a la estación desde Barcelona y otra fuerte curva a la izquierda también, a la salida hacia Tarrasa que empieza justo en la bifurcación situada al norte de la estación.
Según otras fuentes, la estación se halla en los puntos kilométricos de las siguientes líneas, teniendo el origen en Sarriá y no en Las Planas, todas ellas integradas en las líneas de Barcelona al Vallés.
1. Pk. 10,180 de la línea de FC de ancho internacional de Sarriá a San Cugat.
2. Pk. 00,000 de la línea de FC, de ancho internacional de San Cugat a Sabadell.
3. Pk. 00,000 de la línea de FC, de ancho internacional, de San Cugat a Tarrasa.

## Historia
La estación de San Cugat entró en funcionamiento el 26 de octubre de 1917 con la llegada del primer tren y la puesta en servicio del tramo Las Planas-San Cugat. Fue la primera estación de ferrocarril que llegó al municipio. Este hecho vino acompañado de tres días de fiestas populares. La línea de ferrocarril fue construida en ancho internacional y no sería hasta 1925 cuando se inauguraría la Floresta - Pearson, la segunda estación del municipio.
Las obras corrieron a cargo de la Compañía de los Ferrocarriles de Cataluña (FCC), constituida por Frederick Stark Pearson, que en 1912 había integrado a su predecesora, la Compañía del Ferrocarril Sarriá a Barcelona (FSB). Ésta a su vez adquirió a la que dio origen a la línea del Vallés, la Compañía del Ferrocarril de Barcelona a Sarriá (FBS), debido a la acumulación de deudas de esta última, en 1874.
En 1936, con el estallido de la Guerra Civil, la línea pasó a manos de colectivizaciones de obreros que se hicieron cargo de la infraestructura y la gestión de la línea. En 1939 fueron devueltas a sus propietarios antes de las colectivizaciones.
Cabe destacar que en 1941, con la nacionalización del ferrocarril en España, FCC, FSB y sus infraestructuras no pasaron a ser gestionadas por RENFE, debido a que la línea no era de ancho ibérico.
La Compañía del Ferrocarril de Sarriá a Barcelona (FSB), a partir de la década de 1970, empezó a sufrir problemas financieros debido a la inflación, el aumento de los gastos de explotación y tarifas obligadas sin ninguna compensación. En 1977 después de pedir subvenciones a diferentes instituciones, solicitó el rescate de la concesión de las líneas urbanas pero el Ayuntamiento de Barcelona denegó la petición y el 23 de mayo de 1977 se anunció la clausura de la red a partir del 20 de junio. El Gobierno evitó el cierre de la red de FSB otorgando por Real decreto la explotación y las líneas a Ferrocarriles de Vía Estrecha (FEVE) el 17 de junio de 1977, de forma provisional, mientras el Ministerio de Obras Públicas del Gobierno de España, la Diputación de Barcelona, la Corporación Metropolitana de Barcelona y la Ayuntamiento de Barcelona estudiaban el régimen de explotación de esta red. Debido a la indefinición se produjo una degradación del material e instalaciones, que en algún momento determinaron la paralización de la explotación.
Con la instauración de la Generalidad de Cataluña, el Gobierno de España traspasó a la Generalidad la gestión de las líneas explotadas por FEVE en Cataluña, gestionando así los Ferrocarriles de Cataluña a través del Departamento de Política Territorial y Obras Públicas (DPTOP) hasta que se creó en 1979 la empresa Ferrocarriles de la Generalidad de Cataluña (FGC), la cual integraba el 7 de noviembre de 1979 a su red estos ferrocarriles con la denominación Línea Cataluña y Sarriá.
El antiguo edificio de pasajeros está situado a la derecha de las vías, sentido Tarrasa/Sabadell, y es de dos plantas, al que más tarde se le añadió un dosel en el lateral de las vías. En los años siguientes, se realizaron modificaciones que afectaron al trazado de vías y el recrecimiento de andenes en 1958, lo que también llevó al cierre de la estación. También se construyó un paso inferior entre andenes y nuevas marquesinas que cubren la totalidad de las dos plataformas. Más tarde, en la década de 1980, se eliminaría el paso a nivel adyacente a la estación y se construiría un nuevo acceso a la estación en el lado oeste. Ya en el año 2000 se construyó un nuevo edificio de viajeros con acceso al nivel de la plaza Lluís Millet y que está vinculado al pasaje inferior, que fue adaptado. En 2016 la estación fue personalizada con elementos estéticos del Real Monasterio de la localidad. Con el objetivo de evitar ambigüedades, en marzo de 2022 se anunció su cambio de nombre del anterior Sant Cugat junto con el de la estación de Rodalies Sant Cugat-Coll Favà, anteriormente Sant Cugat del Vallès.

## La estación
El antiguo edificio de viajeros se mantiene y goza de protección como bien inmueble en el catálogo de patrimonio de San Cugat. Alberga una cafetería y una sala de espera, entre otras dependencias. Cuenta con dos andenes laterales que están unidos por un paso inferior equipado con escaleras y ascensores. Saliendo de la estación en dirección Sabadell hay un apartadero central entre las dos vías generales, donde invierten la marcha los trenes de la línea S5 que acaban en San Cugat Centro. La estación desde su origen cuenta con las dos vías generales con andenes laterales, aunque debido a su condición de enlace entre las líneas con Tarrasa y Sabadell siempre ha sido una de las estaciones más importantes de la línea.

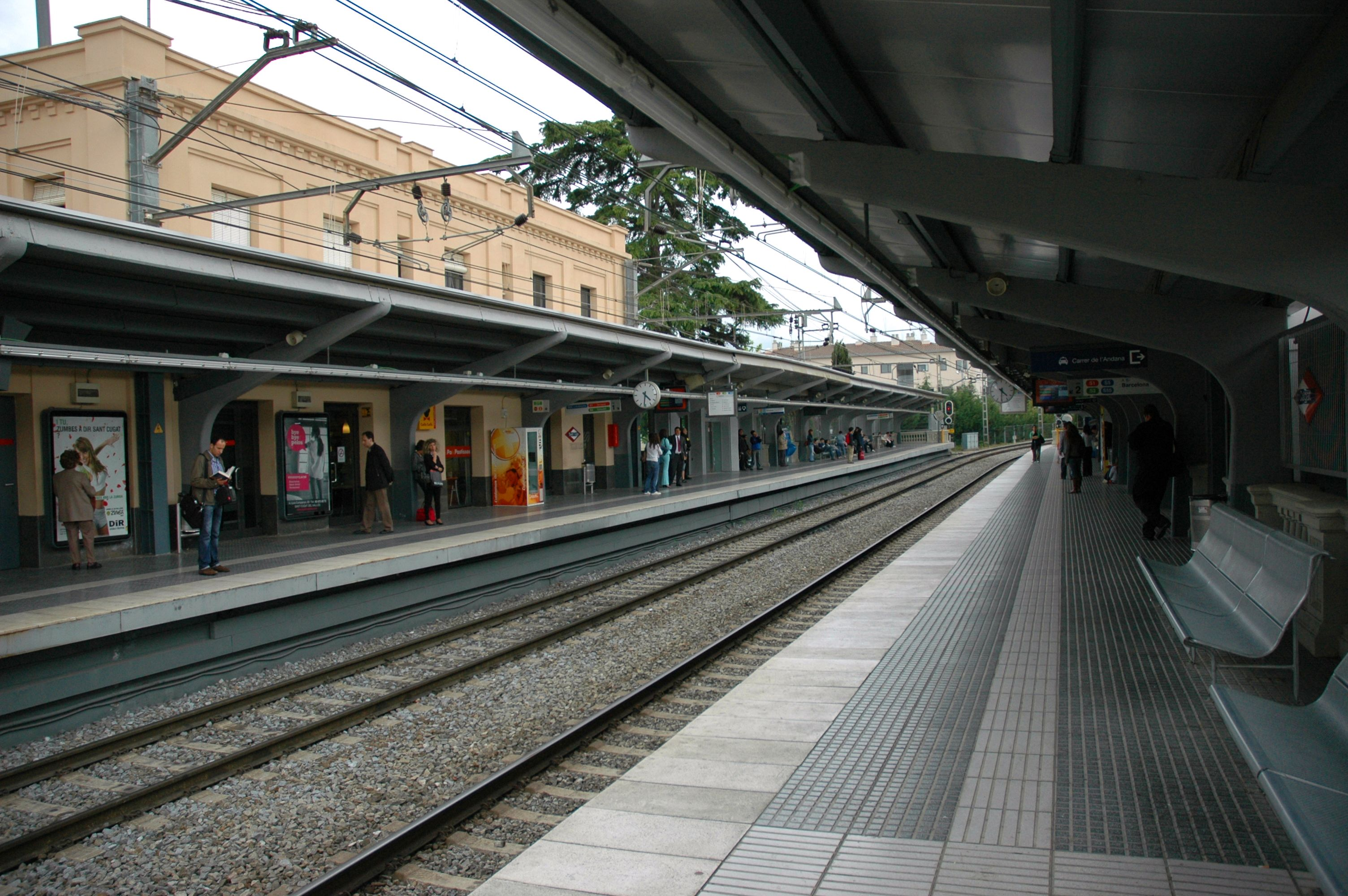
Interior de la estación de San Cugat Centro de FGC.

La actual estación cuenta con el acceso principal a través del nuevo edificio desde la plaza Lluís Millet, donde hay máquinas expendedoras de billetes, puntos de atención al viajero, barreras de acceso a los andenes y acceso directo a la vía 1 (sentido Sabadell/Tarrasa). En el espacio situado entre el edificio nuevo y el antiguo hay más barreras tarifarias de control de entrada y salida. El antiguo edificio de pasajeros se mantiene y cuenta con un bar y una sala de espera, entre otras instalaciones. En el andén hacia Barcelona (vía 2) también hay una sala de espera que se integra en el conjunto de edificios de una sola planta contiguos a la vía 2. Las dos plataformas están unidas por el mencionado pasaje inferior, que cuenta con escaleras fijas y ascensores. Las instalaciones de San Cugat Centro se completan un aseo auto limpiante situado en un extremo del andén de la vía 1. Por último, a la entrada de la estación en el lado de Barcelona hay una subcentral eléctrica.
Existe un aparcamiento protegido para bicicletas en la plaza de Lluis Millet, junto a las instalaciones de la estación, aunque no forma parte propiamente de ella.

## Tarifa plana
Esta estación está dentro de la tarifa plana del área metropolitana de Barcelona, cualquier trayecto entre dos de los municipios de la área metropolitana de Barcelona se contará como zona 1.

## Servicios ferroviarios
Todos los trenes de viajeros efectúan parada en la estación. El horario de la estación se puede descargar del siguiente enlace. El plano de las líneas del Vallés en este enlace. El plano integrado de la red ferroviaria de Barcelona puede descargarse en este enlace.
| << cabecera                   | < estación | línea | estación >  | cabecera >>               |
| ----------------------------- | ---------- | ----- | ----------- | ------------------------- |
| Línea Barcelona-Vallés de FGC |            |       |             |                           |
| Barcelona-Plaza de Cataluña   | Valldoreix |       | Mirasol     | Tarrasa-Naciones Unidas   |
| Barcelona-Plaza de Cataluña   | Valldoreix |       | Volpelleres | Sabadell-Parque del Norte |